# Thelbunus mirabilis
Thelbunus mirabilis is een hooiwagen uit de familie Triaenonychidae.